# دانيال أرانغو
دانيال أرانغو (بالإنجليزية: Daniel Arango) هو رسام أمريكي، ولد في 1982.